# 福島漁港
福島漁港（ふくしまぎょこう）は、北海道松前郡福島町にある漁港。港則法上の「適用漁港」に指定されている。

## 概要
福島漁港は渡島半島の最南端に位置しており、津軽海峡に面している。福島・白符・浦和の3地区からなる漁港になっている。白符地区は北海道におけるニシン漁発祥の地であり、福島町は水産業を中心に栄えてきた。福島地区は荒天時に福島川からの流木や土砂によって漁港が利用できない時期があるほか、漁港内の静穏度不足による漁船損傷などが発生しており、港の澗口切り替えや静穏度向上などの安全対策を図っている。

## 施設
「福島地区特定漁港漁場整備事業計画」参照
外郭施設
- 福島地区
  - 外東防波堤
  - 北防波堤
- 白符地区
  - 南防波堤
  - 東防波堤
  - 東護岸
  - 西護岸
- 浦和地区
  - 西防波堤
  - 東防波堤
  - 東護岸
  - 防波堤（波除）

係留施設
- 福島地区
  - -4.0 m岸壁
  - -4.5 m岸壁
  - -3.5 m岸壁
  - -3.0 m岸壁
  - -2.5 m物揚場
  - 船揚場
- 白符地区
  - -2.0 m物揚場
  - 船揚場
- 浦和地区
  - -2.0 m物揚場
  - 船揚場

## 沿革
- 1951年（昭和26年）：「第3種漁港｝指定[1]。
- 1979年（昭和54年）：コンブ養殖事業開始[2]。
- 1998年（平成10年）：フェリー就航に対応した水深5m岸壁が完成[3]。
- 2005年（平成17年）：「福島地域マリンビジョン計画書」策定[4]。

## 主な水産物
イカ漁が盛んであり、日本国内最大級のスルメ生産量を誇っている。また、他に先駆けてコンブ、アワビ、ヒラメなどの養殖、ウニ・ナマコの種苗やヒラメ稚魚放流などの中間育成事業を進めており、資源管理型漁業の推進によって安定した生産と漁獲物の付加価値向上を目指している。